# Позу-Алегри (футбольный клуб)
«По́зу-Але́гри» (порт. Pouso Alegre Futebol Clube) — бразильский футбольный клуб из одноимённого города в штате Минас-Жерайс. В 2022 году клуб выступал в бразильской Серии D и добился выхода в Серию C на следующий сезон.

## История
«Позу-Алегри» был образован 15 ноября 1913 года, однако первый официальный матч команда провела только через 15 лет, одержав 28 декабря 1928 года победу над «Понте-Претой» со счётом 3:1. В 1967 году клуб стал профессиональным, и в первой игре в новом статусе разгромил соперников из «Сан-Лоренсу» со счётом 4:1. В 1983 году команда выиграла чемпионат штата среди любителей. Через пять лет «Позу-Алегри» добыл путёвку в высший дивизион Лиги Минейро, где и дебютировал в 1989 году. В 1990 году «Позан» занял пятое место в первенстве штата, что является лучшим результатом в истории клуба.
После вылета из элиты штата в 1992 году, команда начала деградировать, и в 1998 году клуб полностью прекратил свою активность. Так продолжалось до 2009 года, когда «Позу-Алегри» заявился во Второй дивизион чемпионата штата. В 2017 году президентом клуба стал Пауло да Пинта, и результаты команды пошли вверх. В 2019 году команда выиграла Второй дивизион, в следующем сезоне одержала победу во II модуле Лиги Минейро. Вернувшись в элиту, в 2021 году «драконы» повторили своё лучшее достижение, заняв пятое место в чемпионате. Это дало возможность в 2022 году дебютировать в Кубке Бразилии и бразильской Серии D.
Команда с первого раза сумела добиться повышения в классе. «Позан» занял первое место в группе D, на первой стадии плей-офф обыграл «Операрио» (Варзеа-Гранди), в 1/8 финала — «Парану», а в четвертьфинале — команду АСА из Арапираки. Выход в полуфинал гарантировал «Позу-Алегри» попадание в Серию C на следующий сезон.
Рекордсменом «Позу-Алегри» по числу сыгранных матчей является Пауло да Пинта (185 игр), который впоследствии стал президентом клуба. Лучший бомбардир — Элено, забивший во всех турнирах 52 гола.

## Достижения
- Победитель Модуля II чемпионата штата Минас-Жерайс (2-й уровень в системе лиг штата) (1): 2020
- Победитель Второго дивизиона чемпионата штата Минас-Жерайс (3-й уровень) (1): 2019

## Выступления по сезонам
- Участник бразильской Серии C (1): 2023
- Участник бразильской Серии D (1): 2022
- Участник Кубка Бразилии (1): 2022